# کبد
کبد (به انگلیسی: Liver) یا جگر سیاه، عضوی است که تنها در مهره‌داران یافت شده و به سم‌زدایی متابولیت‌های مختلف پرداخته و پروتئین‌ها و مواد بیوشیمیایی لازم جهت گوارش و رشد را تولید می‌نماید. در انسان‌ها، کبد در یک چهارم سمت راستِ بالایی شکم و زیر پرده دیافراگم واقع شده و سبب دیده نشدن اسفنکتر انتهایی مری از نمای جلویی شده‌است. نقش‌های دیگر آن در متابولیسم شامل تنظیم ذخیره گلیکوژن، تجزیه گلبول‌های قرمز خون و تولید هورمون‌ها است. که جزو سیستم ایمنی به حساب می‌آید 
کبد یک عضو گوارشی کمکی است که مایع صفرا را تولید می‌کند. صفرا مایعی قلیایی است که شامل کلسترول و نمک‌های صفراوی است و به تجزیهٔ چربی‌ها کمک می‌کند. کیسه صفرا، کیسه کوچکی است که درست زیر کبد قرار داشته و صفرای تولیدشده توسط کبد را در خود ذخیره کرده و سپس این مایع به روده کوچک جهت تکمیل گوارش حرکت می‌کند. کبد، بافت به‌شدت تخصص‌یافته‌ای است که اکثراً از هپاتوسیت‌ها تشکیل شده و به تنظیم انواع متنوعی از واکنش‌های حجم-بالای بیوشیمیایی، شامل سنتز و تجزیه مولکول‌های پیچیده و کوچک می‌پردازد که بسیاری از این‌ها برای عملکرد حیاتی طبیعی بدن لازم‌اند. تخمین‌های مختلفی در ارتباط با تعداد عملکردهای کبد صورت پذیرفته، اما کتب مرجع اغلب تعدادشان را حدود ۵۰۰ تا برآورد کرده‌اند.
هنوز مشخص نیست که چگونه عدم حضور کبد را می‌توان در طولانی‌مدت جبران نمود، گرچه که تکنیک دیالیز کبدی را در کوتاه‌مدت می‌توان به‌کار گرفت. تا ۲۰۱۸ میلادی نتوانسته‌اند کبدهای مصنوعی را در غیاب کبد طبیعی، برای جایگزینی طولانی‌مدت آن بسازند، و در حال حاضر پیوند کبد تنها گزینه برای مواجهه با نارسایی کبدی است.
واژگان مربوط به کبد با پیشوند -hepat در انگلیسی آغاز می‌گردد. این پیشوند از کلمهٔ -ἡπατο که در یونانی به معنای «کبد» است نشأت گرفته‌است.
تنها ۲۵٪ از یک کبد انسان می تواند عملکرد کل یک کبد کامل را انجام دهد.

## ساختار
کبد، عضو قرمز-قهوه‌ای‌رنگ با شکل گوه‌ای (V شکل) است که دارای دو لوب با اندازه و شکل نابرابر است. کبد انسانی دارای وزن تقریبی ۱٫۵ کیلوگرم بوده و دارای عرض تقریبی ۱۵ سانتی‌متری است. اندازه کبد بین افراد مختلف تفاوت قابل توجهی دارد. برای مردان رنج مرجع استاندارد ۹۷۰–۱٬۸۶۰ گرم و برای زنان ۶۰۰–۱٬۷۷۰ گرم است. این عضو، هم سنگین‌ترین عضو داخلی بدن و هم بزرگ‌ترین غده بدن انسان است. کبد در قسمت فوقانی و راست از یک چهارم حفره شکمی قرار داشته و دقیقاً زیر دیافراگم و سمت راست معده و بر روی کیسه صفرا قرار دارد.
کبد به دو رگ خونی متصل است: سرخرگ کبدی و سیاهرگ باب. سرخرگ کبدی، خون غنی از اکسیژن را از آئورت و از طریق سرخرگ حفره شکم حمل می‌کند، در حالی‌که سیاهرگ باب خون غنی از مواد مغذی هضم‌شده را از کل لوله گوارشی و همچنین طحال و لوزالمعده حمل می‌کند. این عروق خونی به مویرگ‌های کوچکی تقسیم‌بندی می‌شود که آن‌ها را به نام سینوس‌های کبدی می‌شناسند و سپس به لوبول‌ها می‌ریزند.
لوبول‌ها واحدهای عملکردی کبد هستند. هر لوبول از میلیون‌ها سلول کبدی (هپاتوسیت‌ها) تشکیل شده‌اند که سلول‌های متابولیکی پایه‌ای هستند. لوبول‌ها از لایهٔ بافت پیوندی فیبروالاستیکی ظریف، چگال و نامنظمی تشکیل شده‌اند که از کپسول‌های فیبریِ پوشانندهٔ کل کبد به نام کپسول گلیسون گسترش یافته‌اند. این بافت به ساختار کبدی گسترش می‌یابد، به گونه‌ای که عروق خونی، مجاری و اعصاب را در ناف کبدی دربر می‌گیرد. کل سطوح کبدی، به جز ناحیه برهنه کبد، توسط سروز مشتق‌شده از صفاق پوشیده شده که به کپسول گلیسون محکم چسبیده‌است.

### کالبدشناسی[پ]

#### لوب‌ها

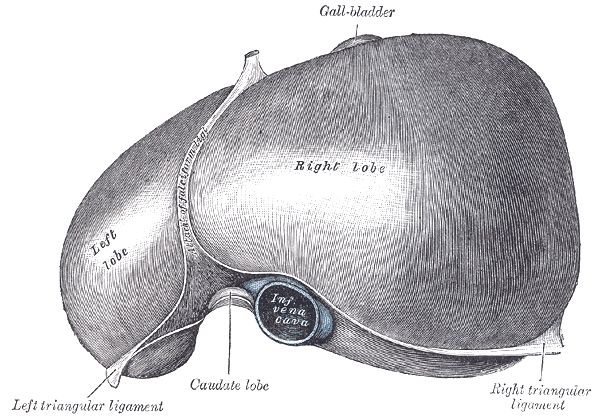
کبد، از نمای فوقانی، که در آن لوب‌های چپ و راست را نشان می‌دهد، در این نما این دو لوب توسط رباط داس‌شکلی از هم جدا شده‌اند.

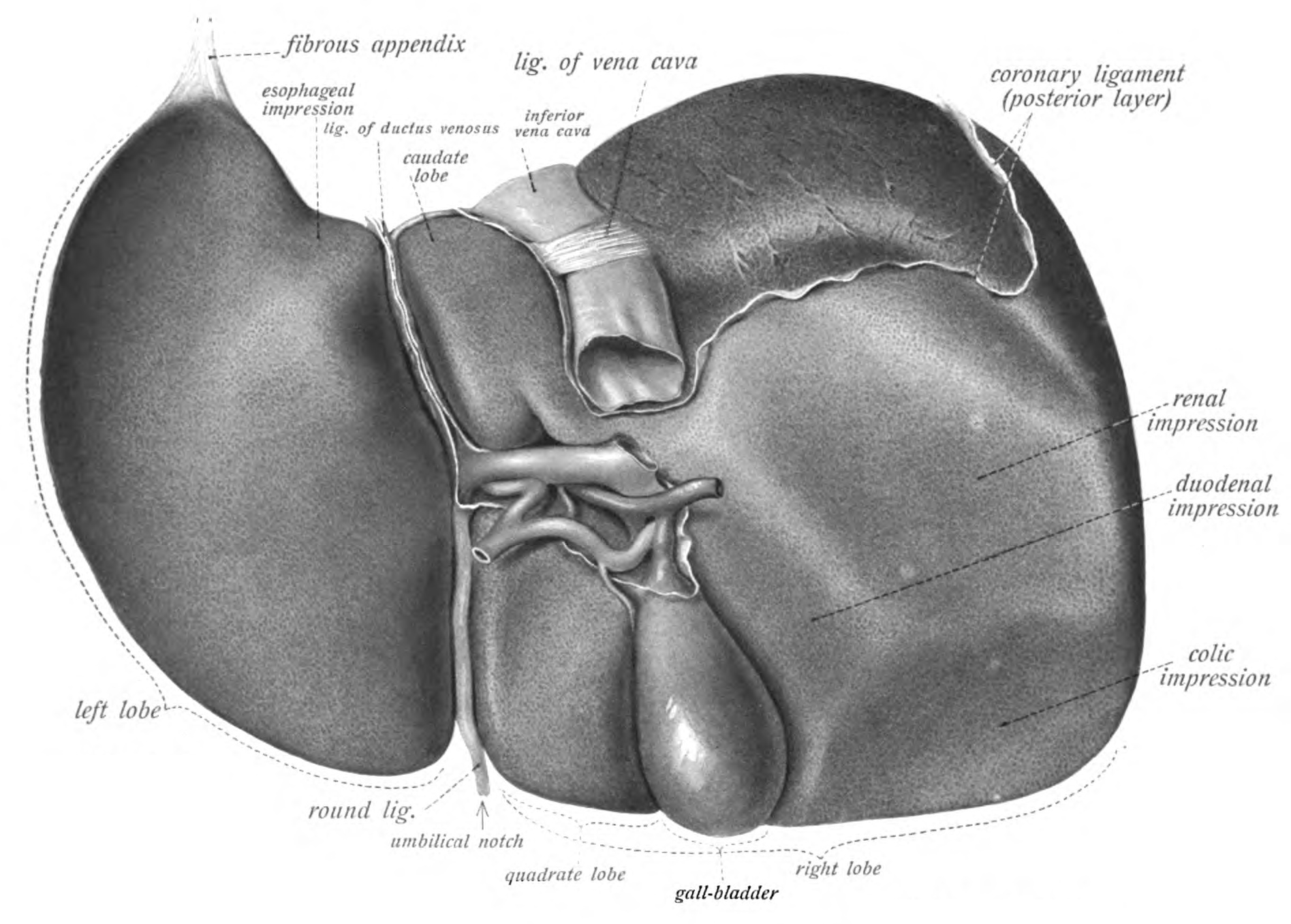
کبد از نمای تحتانی، در این نما، سطح کبد دارای چهار لوب و برجستگی‌هایی است.

کبد در مقیاس درشت و در نمای فوقانی به دو بخش تقسیم‌بندی می‌گردد - یک لوب چپ و یک لوب راست - و هنگامی که از نمای تحتانی بدان نگریسته شود دارای چهار بخش است (چپ، راست، لوب‌های دم‌دار و مربعی).رباط داسی شکل، کبد را به صورت سطحی به دو لوب چپی و راستی تقسیم‌بندی می‌کند. از نمای تحتانی، دو لوب دیگر نیز بین لوب‌های چپ و راست واقع شده‌اند، یکی از این لوب‌ها در جلوی لوب دیگر واقع شده‌است. می‌توان خطی فرضی را سمت چپ وریدهای اجوف تصور نمود که کل مسیر را به سمت جلو طی کرده تا کبد و کیسه صفرا را به دو نیم تقسیم‌بندی کند. به این خط، خط کانتلی گفته می‌شود.
سایر بخش‌های مهم آناتومیکی شامل رباط وریدی و رباط گرد کبدی بوده که بخش چپ کبد را به دو مقطع تقسیم‌بندی می‌کند. یکی دیگر از بخش‌های مهم آناتومیکی، ناف کبدی است که این بخش چپ را به چهار قطعه تقسیم‌بندی کرده، به گونه‌ای که می‌توان این بخش‌ها را با شروع از لوب دمی‌شکل در جهت پادساعت‌گرد شماره‌گذاری نمود. از این نمای جزئی، هفت قطعه را می‌توان دید، چون قطعهٔ هشتم تنها از نمای احشایی قابل رؤیت است.

#### سطوح
در سطح دیافراگمی، غیر از ناحیه برهنه مثلثی که کبد در آن‌جا به دیافراگم متصل شده، توسط غشای دو-لایه‌ای به نام صفاق پوشیده شده که به کاهش اصطکاک آن با سایر اعضا کمک می‌کند. این سطح، شکل محدب دو لوب را می‌پوشاند که شکل آن‌ها با دیافراگم تطابق دارد. صفاق بر روی خود تا خورده و تشکیل رباط داسی‌شکل و رباط‌های مثلثی چپ و راست را می‌دهد.
این رباط‌های صفاقی با رباط‌های مفصلی ارتباطی نداشته و رباط‌های مثلثی چپ و راست هیچ اهمیت کارکردی شناخته‌شده‌ای ندارند، گرچه که از نظر علائم سطحی مهم تلقی می‌شوند. رباط داسی‌شکل به‌عنوان رابط اتصال‌دهندهٔ قسمت‌های خلفی و قدامی دیوارهٔ بدن عمل می‌کند.
سطح احشایی یا همان سطح تحتانی، ناهموار و مقعر است. این سطح به غیر از مکانی که در آن‌جا با کیسه صفرا و ناف کبدی متصل شده، توسط صفاق پوشیده شده‌است. حفره مربوط به کیسه صفرا در سمت راست لوب مربعی قرار داشته و توسط کیسه صفرا و مجرای کیسه‌ای آن اشغال شده و در نزدیکی انتهای ناف کبدی واقع شده‌است.

#### برآمدگی‌ها

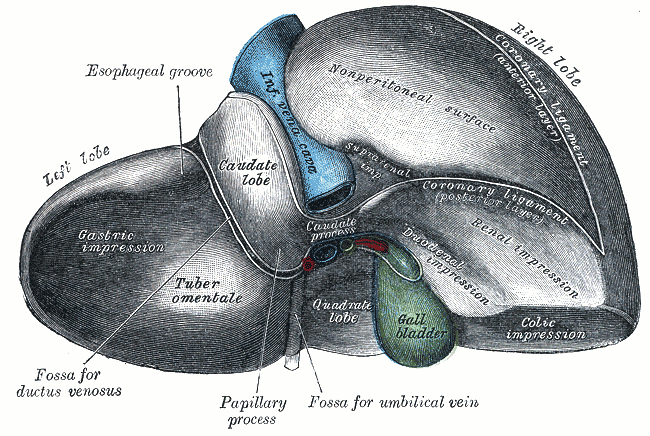
برآمدگی‌های کبد

برآمدگی‌های متعددِ روی سطح کبد، با ساختارها و اعضای متعددی که در مجاورت آن قرار گرفته تطابق دارند. زیر لوب سمت راست و سمت راست حفره کیسه صفرا، دو برجستگی قرار دارند، یکی از این برجستگی‌ها پشت دیگری قرار داشته و توسط نواری جدا شده‌اند. برجستگی‌ای که سمت جلو واقع شده، یک برجستگی سطحی و کم‌عمق کولیک است که توسط انحنای کبدی تشکیل شده و برجستگی سمت عقب نیز یک برجستگی کلیوی عمیق‌تر است که با بخشی از کلیهٔ سمت راست و غدد فوق کلیوی تطابق دارد.
برجستگی فوق کلیوی، ناحیه‌ای کوچک، مثلثی‌شکل و فرورفته‌ای روی کبد است. این برجستگی در نزدیکی سمت راست حفره، بین ناحیه برهنه و لوب دم‌دار، و بلافاصله بالای برجستگی کلیوی قرار دارد. بخش اعظم برآمدگی فوق کلیوی عاری از صفاق بوده و کنار غده فوق کلیویِ راست جای گرفته‌است.
در سمت داخلی برجستگی کلیوی، برجستگی سومی قرار دارد که کمی علامت‌دار بوده و بین آن و گردن کیسه صفرا قرار دارد. این برجستگی ناشی از بخش نزولی دوازدهه بوده و با عنوان برجستگی دوازدهه‌ای شناخته می‌شود.
سطح تحتانی لوب سمت چپ، عقبِ سمتِ چپِ برآمدگی شکمی ظاهر می‌شود. این سطح به شکل قالب سطح فوقانیِ جلوییِ معده درآمده و سمت راست آن، برآمدگی گِردِ مربوط به تیوبر اومنتاله قرار دارد که در سطح مقعر انحنای کوچکتر معده گنجانده شده و در سمت جلوی لایه قدامی چادرینه کوچک قرار می‌گیرد.

### کالبدشناسی میکروسکوپی

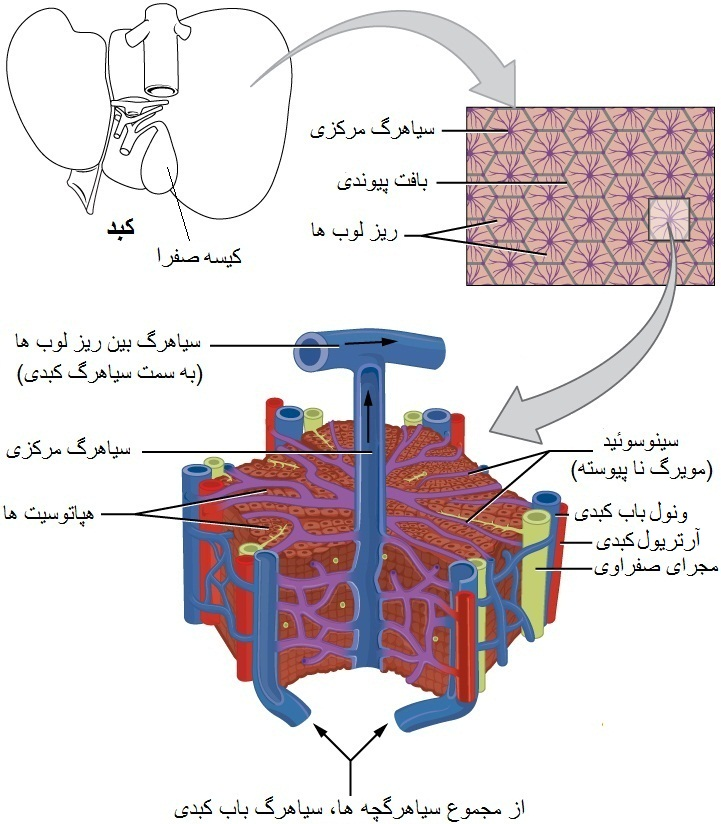
کالبدشناسی میکروسکوپیِ کبد

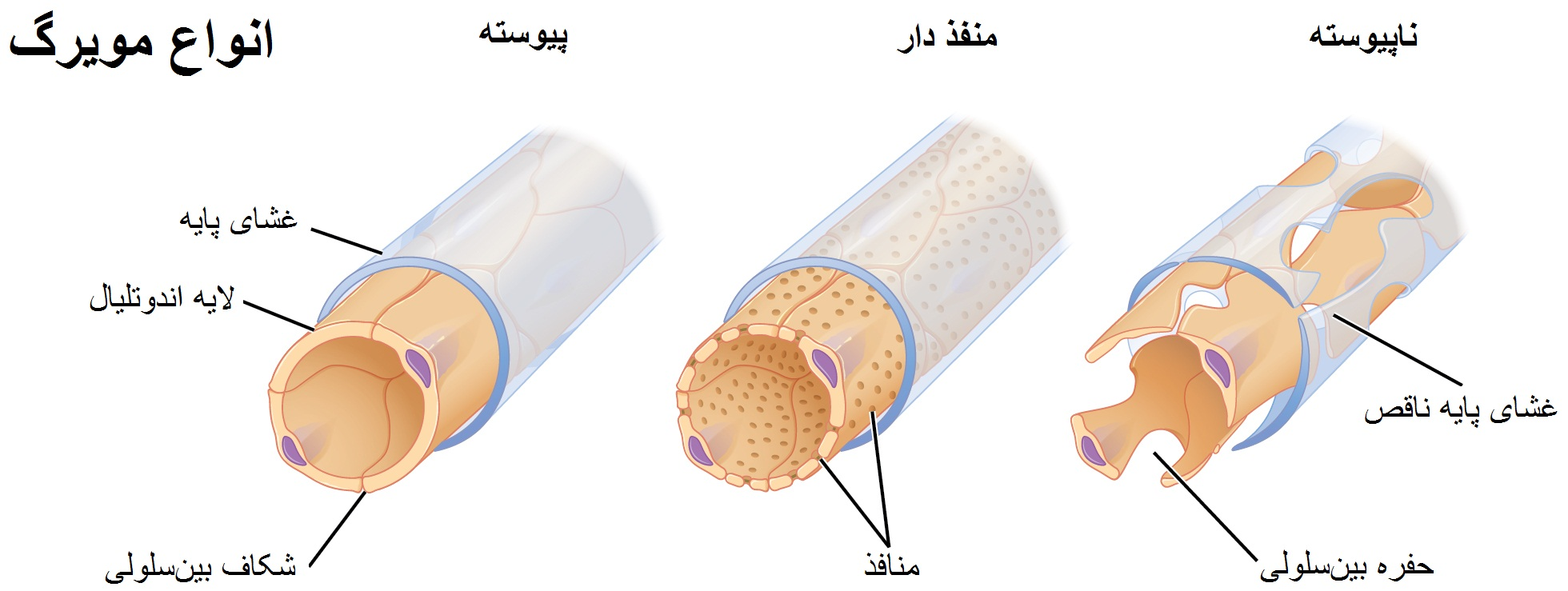
انواع مویرگ‌ها: سمت چپ: پیوسته مرکز: منفذ دار سمت راست: نا پیوسته

در مقیاس میکروسکوپی، می‌توان مشاهده نمود که هر لوب کبدی از لبول‌های هپاتیک تشکیل شده‌اند. این لبول‌ها تقریباً شش‌ضلعی بوده و شامل صفحاتی از هپاتوسیت‌ها و سینوسوئیدهایی هستند که از ورید مرکزی به سمت ناحیهٔ محیطیِ فرضیِ سه‌قلوهای باب کبدیِ درون‌لبولی رفته‌اند.
ورید مرکزی به ورید هپاتیک می‌پیوندد تا خون را از کبد به بیرون حمل کند. یکی از مؤلفه‌های متمایز لبول‌ها، سه‌قلوی باب کبدی است که می‌توان آن را در گوشه-گوشه‌های هر لبول یافت. سه‌قلوی باب کبدی شامل سرخرگ کبدی، سیاهرگ باب کبدی و مجرای صفراوی مشترک است. این سه‌قلو را می‌توان توسط تصاویر فراصوت کبد، به‌صورت علامت میکی‌ماوس دید، به گونه‌ای که سیاهرگ باب کبدی نقش سر، و سرخرگ کبدی و مجرای صفراوی مشترک به‌عنوان گوش‌های میکی‌ماوس دیده می‌شوند.

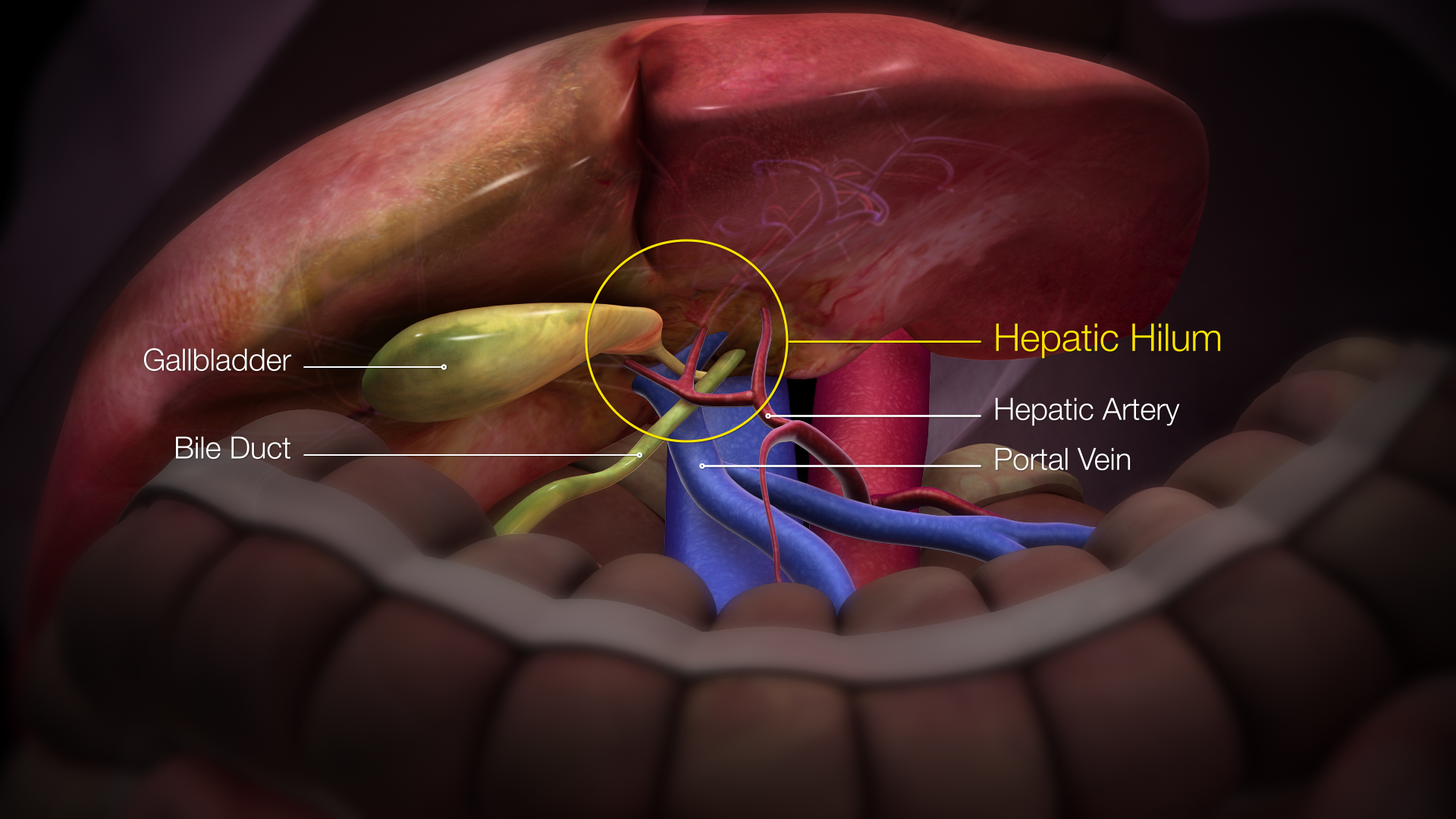
فریمی از یک انیمیشن سه‌بعدی پزشکی که بخش‌هایی از کبد را به تصویر کشیده‌است.

علم بافت‌شناسی که به مطالعه کالبدشناسی میکروسکوپی می‌پردازد، دو نوع سلول کبدی را به ما نشان داده‌است: سلول‌های پارانشیمی و سلول‌های غیر-پارانشیمی. حدود ۷۰–۸۵٪ از حجم کبد توسط هپاتوسیت‌های پارانشیمی اشغال شده‌است. سلول‌های غیر پارانشیم حدود ۴۰٪ از کل سلول‌های کبدی را تشکیل می‌دهند، در حالی که تنها حدود ۶٫۵٪ از حجم کل کبد را به خود اختصاص داده‌اند. سینوزئیدها، وسط دو نوع سلول مرزبندی شده‌اند: سلول‌های اندوتلیال سینوزئیدی و سلول‌های بیگانه‌خوار کوپفر. سلول‌های ستاره‌ای شکل هپاتیک، سلول‌های غیر-پارانشیمی هستند که در فضای پری‌سینوزئیدیِ بین یک سینوزئید و یک هپاتوسیت واقع شده‌اند. به علاوه، لنفوسیت‌های بین-هپاتیکی اغلب در لومن سینوزئیدی حضور دارند.

### کالبدشناسی عملکردی

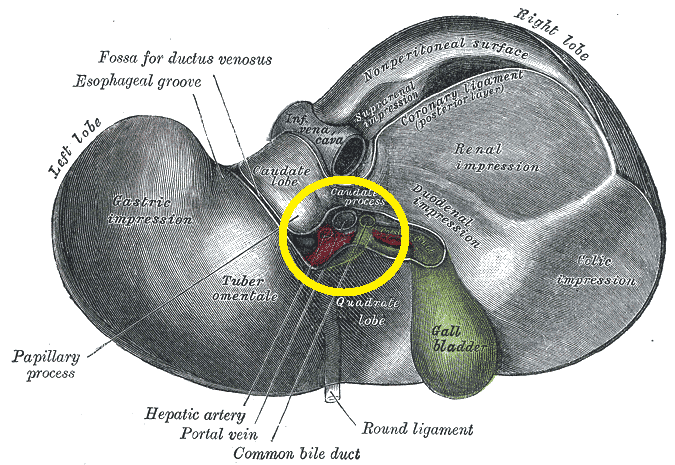
ناف کبد با دایره زرد رنگ مشخص شده

ناحیه مرکزی یا ناف کبدی، شامل دهانه‌ای است که با نام porta hepatis‏ شناخته می‌شود. این دهانه، مجرای صفراوی مشترک و سرخرگ کبدی مشترک (شریان هپاتیک مشترک) را حمل کرده و همچنین سیاهرگ باب کبدی نیز از آن‌جا می‌گذرد. این مجرا، ورید و شریان به شاخه‌های چپ و راست تقسیم‌بندی شده و نواحی تغذیه شده توسط این شاخه‌ها، لوب‌های عملکردی چپ و راست را تشکیل می‌دهند. این لوب‌های عملکردی توسط صفحه‌ای فرضی (خیالی) جداسازی شده که به آن خط کانتلی می‌گویند. این خط حفره کیسه صفرا را به ورید اجوف تحتانی متصل می‌کند. همچنین صفحه فرضی مذکور، کبد را به لوب‌های حقیقی (صادق) چپ و راست تقسیم‌بندی می‌کند. ورید هپاتیک میانی نیز لوب‌های صادق چپ و راست را تعیین حدود می‌کند. لوب راست نیز خود توسط ورید هپاتیک راست به قطعات قدامی و خلفی تقسیم‌بندی می‌گردد. لوب چپ نیز توسط ورید هپاتیک چپ به قطعات درونی و جانبی (خارجی) تقسیم‌بندی می‌شود.
ناف کبدی توسط سه صفحه توصیف می‌گردد. این صفحات شامل مجاری صفراوی و عروق خونی است. محتوای کل دستگاه صفحه‌ای توسط یک غلاف پوشانده شده‌است. این سه صفحه، صفحه هیلار، صفحه کیسه‌ای، و صفحه اومبیلیکال، نام داشته و دستگاه صفحه‌ای مذکور، مکان انواع زیادی از گونه‌های کالبدشناختی است که در کبد می‌توان یافت.

### دستگاه رده‌بندی کویینود

شکل کبد انسانی به صورت انیمیشنی، در این انیمیشن، قطعات کویینود برچسب‌گذاری شده‌اند.

در دستگاه کویینود که به‌طور گسترده مورد استفاده قرار می‌گیرد، لوب‌های عملکردی خود بر حسب یکی از صفحات عرضی و از طریق انشعاب ورید باب کبدی اصلی، در مجموع به هشت قطعه دسته‌بندی می‌گردند. لوب دم‌دار، ساختار جداگانه‌ای است که جریان خون را از هردو سمت چپ و راستِ انشعابات عروقی دریافت می‌کند. طبقه‌بندی کویینود، کبد را به هشت قطعه کبدی تقسیم‌بندی می‌کند، به طوری که این قطعات از نظر عملکردی مستقل از هم هستند. هر قطعه برای خود عروق ورودی و خروجی و تخلیه صفراوی دارد. در مرکز هر قطعه، انشعاباتی از ورید باب کبدی، شریان هپاتیک و مجرای صفراوی وجود دارد. در پیرامون هر قطعه، عروقی وجود دارد که جریان خون را به سمت بیرون از آن قطعه و به سمت وریدهای هپاتیک می‌برند. این دستگاه طبقه‌بندی، از تغذیه عروقی در کبد جهت تفکیک آن به واحدهای عملکردی استفاده می‌کند (از I تا VIII شماره گذاری شده‌اند)، به طوری که واحد شماره ۱، یعنی لوب دم‌دار از هردو انشعابات چپ و راست ورید باب کبدی تغذیه می‌گردد. این لوب شامل یک یا تعداد بیشتری از وریدهاست که خون را تخلیه کرده و مستقیماً به ورید اجوف تحتانی تخلیه می‌شود. باقی واحدها (II تا VIII) در جهت ساعت‌گرد شماره‌گذاری شده‌اند.

### بیان ژن و پروتئین
حدود ۲۰٬۰۰۰ ژن کدکنندهٔ پروتئین در سلول‌های انسانی بیان می‌شوند و ۶۰٪ این ژن‌ها در کبد طبیعی و سالمِ انسان بالغ بیان می‌گردند. به بیان دقیق تر، بیش از ۴۰۰ ژن در کبد بیان می‌شوند که حدود ۱۵۰ تا از این ژن‌ها برای بافت کبدی به شدت تخصص یافته‌اند. کسر بزرگی از پروتئین‌های متناظر با این ژن‌ها که مختص کبد هستند، عمدتاً در هپاتوسیت‌ها بیان شده و به خون ترشح می‌شوند. این پروتئین‌ها، پروتئین‌های پلاسمایی را تشکیل می‌دهند. سایر پروتئین‌های مختصِ کبد، شامل این موارد اند: برخی از آنزیم‌های کبدی چون HAO1 و RDH16، پروتئین‌های درگیر در سنتز صفرا همچون BAAT و SLC27A5 و پروتئین‌های ناقلی که در متابولیسم داروها درگیر اند همچون ABCB11 و SLC2A2. مثال‌هایی از پروتئین‌هایی که به شدت تخصصی شدهٔ کبد اند شامل آپولیپوپروتئین A II، فاکتورهای انعقادی F2 و F9، پروتئین‌های مربوط به فاکتور مکمل و پروتئین زنجیره بتای فیبرینوژن.

## تکوین
اندام‌زایی، یعنی تکوین اعضا، از هفته سوم تا هشتم طی رویان‌زایی رخ می‌دهد. خاستگاه‌های تشکیل کبد هم در بخش شکمی اندودرمِ پیشین‌روده (اندودرم، یکی از لایه‌های زایای سه‌گانه رویانی است) و هم در مجاورت مزانشیمِ دیواره عرضی قرار دارند. در رویان انسان، زائده (دیورتیکولوم) هپاتیک، لوله‌ای از جنس اندودرم است که از پیشین‌روده به سمت مزانشیم پیرامونی گسترش می‌یابد. مزانشیم مربوط به دیواره عرضی موجب می‌گردد که این اندودرم رشد و نمو کرده و انشعاب پیدا می‌کند تا اپی‌تلیوم غده‌ای کبد را تشکیل دهد. بخشی از زائده هپاتیک (نزدیک‌ترین ناحیه به لوله گوارشی) به عملکرد خود به عنوان مجرای تخلیه کبد ادامه داده و شاخه‌ای از این مجرا، کیسه صفرا را تولید می‌نماید. به غیر از پیام‌های ارسال شده از سوی مزانشیمِ دیوارهٔ عرضی، فاکتور رشد فیبروبلاستی از قلب درحال تکوین نیز همراه با ریتنوئیک اسید که از صفحه مزودرم جانبی سرچشمه می‌گیرد، به تکمیل رشد کبد کمک می‌کنند. سلول‌های اندودرمال کبدی، تحت تبدیل ریخت‌شناختی، از حالت ستونی به حالت مطبقِ کاذب تبدیل شده که منجر به ضخیم شدگی و تبدیل به جوانه اولیهٔ کبد می‌گردد. گسترش این سلول‌ها، جمعینی از هپاتوبلاست‌های دو-توان را تشکیل می‌دهد. سلول‌های ستاره‌ای شکل کبدی، از مزانشیم مشتق شده‌اند.
پس از مهاجرت هپاتوبلاست‌ها به مزانشیمِ دیوارهٔ عرضی، معماری کبدی شروع به تأسیس شدن می‌کند، به طوری که سینوزئیدها و کانالیکول‌های صفراوی در این مرحله ظاهر می‌گردند. جوانه کبدی از هم جداسازی شده و هر کدام تبدیل به یک لوب می‌گردند. سیاهرگ نافی تبدیل به مجرای سیاهرگی شده و ورید ویتلین سمت راست تبدیل به ورید باب کبدی می‌گردد. جوانه کبدی درحال گسترش، وسط سلول‌های بنیادی خونساز کولونیزه می‌گردد. هپاتوبلاست‌های دو-توان شروع می‌کنند به تمایز پیدا کردن به سلول‌های اپی‌تلیال صفراوی و هپاتوسیت‌ها. سلول‌های اپی‌تلیال از هپاتوبلاست‌های حول وریدهای باب کبدی تمایز پیدا می‌کنند، بدین طریق ابتدا لایه‌ای تکین و سپس لایه دوتایی از سلول‌های مکعبی را تشکیل می‌دهند. در صفحه مجرایی، اتساع‌های کانونی در نقاطی از لایه دوتایی ظهور پیدا کرده و توسط مزانشیم باب کبدی محاصره می‌شوند و با تشکیل لوله‌هایی به مجاری صفراوی بین-کبدی تبدیل می‌گردند. هپاتوبلاست‌هایی که در مجاورت وریدهای بابی نباشند، به جای این که تحت چنین تغییراتی قرار گیرند، تمایز به هپاتوسیت‌ها پیدا کرده و به شکل طناب‌هایی آرایش می‌یابند که توسط سلول‌های اپی‌تلیال سینوزئیدی و کانالیکولوس‌های صفراوی مرزبندی شده‌اند. به محض این که هپاتوبلاست‌ها به هپاتوسیت‌ها تمایز یافته و تحت توسعه بیشتری قرار گرفتند، عملکردهای مربوط به هپاتوسیت‌های بالغ را کسب کرده و در نهایت هپاتوسیت‌های بالغ به عنوان سلول‌های به شدت قطبیده با تجمع فراوان گلیکوژن ظهور پیدا می‌کنند. در کبد افراد بالغ، هپاتوسیت‌ها مثل هم نیستند، به طوری که موقعیتشان در طول محور پورتوسنتروونورال درون لبول‌های کبدی، بیان ژن‌های متابولیکی درگیر در متابولیسم دارویی، متابولیسم کربوهیدرات‌ها، سم‌زدایی آمونیا و تولید و ترشح صفرا را دیکته می‌کند. اکنون WNT/β-کاتنین را به عنوان عاملی شناسایی کرده‌اند که نقشی کلیدی در این پدیده دارد.
کبد در زمان تولد، حدود ۴٪ از وزن بدن را تشکیل داده و به‌طور میانگین حدود ۱۲۰ گرم وزن دارد. طی مراحل بعدی کوین، وزن آن به ۱٫۴ تا ۱٫۶ کیلوگرم می‌رسد، اما تنها ۲٫۵–۳٫۵٪ از وزن بدن را تشکیل خواهد داد.

### تغذیهٔ خون جنینی
در جنین درحال رشد، منبع اصلی خون به کبد از طریق سیاهرگ نافی است که مواد مغذی را به آن می‌رساند. ورید نافی از طریق ناف وارد شکم شده و به سمت بالا و در طول حاشیه آزاد رباط داسی شکل کبد عبور کرده و به سطح تحتانی کبد می‌رود. در آنجا، به شاخه سمت چپ ورید باب کبدی می‌پیوندد. مجرای وریدی، خون را از ورید باب کبدی سمت چپ به ورید هپاتیک سمت چپ حمل کرده و سپس به ورید اجوف تحتانی رفته و امکان میان‌بر زدن کبد را می‌دهد. در جنین، کبد فرایند طبیعی هضم و فیلتراسیون کبد نوزاد را انجام نمی‌دهد، چرا که مواد مغذی را به‌طور مستقیم از طریق جفت، از مادر می‌گیرد. کبد نوزاد، مقداری از سلول‌های بنیادی خون را آزاد می‌کند که به تیموس نوزاد مهاجرت کرده و T-سلول (لنفوسیت T) را ایجاد می‌کنند. بعد از تولد، مکان تشکیل سلول‌های خونی به مغز قرمز استخوان منتقل می‌شود. پس از ۲–۵ روز، ورید نافی و مجرای وریدی کاملاً محو می‌گردند؛ اولی (ورید نافی) تبدیل به رباط گرد کبدی شده و دومی (مجرای وریدی)، تبدیل به ورید رباطی می‌گردد. در اختلالات سیروزی و پرفشاری ورید باب، ورید نافی ممکن است دوباره باز شود.

## عملکردها

### تغذیه خون

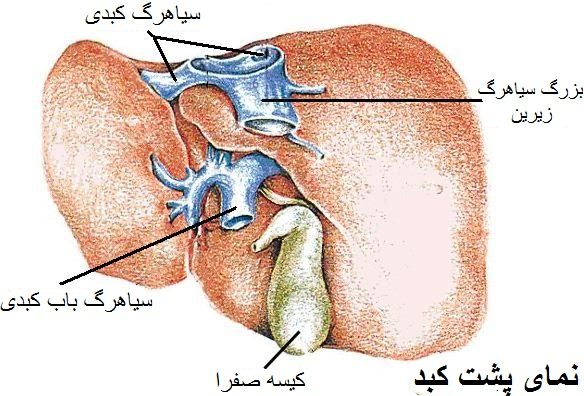
وریدهای کبدی

دیاگرام کبد، لبول و مجرای باب کبدی و روابط مابینشان

کبد، هم از ورید باب کبدی و هم از شریان‌های کبدی تغذیه می‌شود. ورید باب کبدی حدود ۷۵٪ از تغذیه خون کبدی را فراهم آورده و خون سیاهرگی را از طحال، مجرای معدی-روده‌ای و اعضای وابسته‌اش تخلیه می‌کند. شریان‌های کبدی، خون سرخرگی (شریانی) را به کبد آورده و مسئول یک چهارمِ جریان خونی باقی‌مانده‌است. اکسیژن نیز از هر دو منبع تأمین می‌گردد؛ حدود نیمی از اکسیژن کبدی مورد نیاز توسط ورید باب کبدی و نیمی دیگر نیز از طریق شریان‌های کبدی تأمین می‌گردد. شریان کبدی نیز دارای هردو نوع از گیرنده‌های آلفا- و بتا-آدرنرژیک است؛ ازین رو، جریان شریانی تاحدی توسط اعصاب احشاییِ دستگاه عصبی خودمختار کنترل می‌شود.
خون از میان سینوزئیدهای کبدی جریان یافته و به ورید مرکزی هر لبول تخلیه می‌گردد. وریدهای مرکزی با هم متحد شده و تبدیل به وریدهای هپاتیک می‌گردند که آن‌ها هم به نوبه خود کبد را ترک کرده و به ورید اجوف تحتانی تخلیه می‌شوند.

### جریان صفراوی
مجرای صفراوی، از انشعابات مجاری صفراوی مشتق شده‌است. مجرای صفراوی، که به درخت صفراوی نیز شناخته می‌شود، مسیری است که کبد، صفرا را توسط آن ترشح می‌کند و سپس به اولین بخش از روده کوچک، یعنی دوازده انتقال می‌یابد. صفرای تولید شده در کبد در کانالیکولوس‌های صفراوی جمع‌آوری می‌گردند، این کانالیکولوس‌ها در حقیقت شیارهای کوچکی بین وجوه مجاور هپاتوسیت‌ها هستند. کانالیکولوس‌ها به سمت لبه لبول کبدی کشیده می‌شوند و بلافاصله پس خروج از کبد، برون‌کبدی به حساب می‌آیند. مجاری درون‌کبدی در نهایت به مجاری کبدی راست و چپ تخلیه گشته که کبد را در شکاف عرضی ترک کرده و با ادغام شدن، مجرای مشترک کبدی را ایجاد می‌کنند. مجرای کیسه‌ای از کیسه صفرا به مجرای مشترک کبدی پیوسته تا مجرای صفراوی مشترک را تشیل دهد. دستگاه صفراوی و بافت پیوندی، تنها توسط شریان کبدی تغذیه می‌شود.
صفرا، یا به‌طور مستقیم از طریق مجرای مشترک صفراوی به دوازدهه تخلیه می‌شود، یا به‌طور موقت از طریق مجرای کیسه‌ای، در کیسه صفرا ذخیره می‌شود. مجرای مشترک صفراوی و مجرای لوزالمعده‌ای، هردو با هم به بخش دوم از دوازدهه، واقع در آمپول هپاتوپانکراسی که به آمپول واتر نیز معروف است، وارد می‌شود.

### سنتز
کبد، نقش عمده‌ای را در متابولیسم کربوهیدرات‌ها، پروتئین‌ها، آمینواسیدها و لیپیدها ایفا می‌کند.

#### متابولیسم کربوهیدرات‌ها
کبد، چندین نقش را در متابولیسم کربوهیدرات‌ها ایفا می‌کند:
- کبد، حدود ۱۰۰ گرم گلیکوژن را از گلوکز، و از طریق فرایند گلیکوژنز، سنتز و ذخیره‌سازی می‌کند.
- کبد، در هنگام نیاز، گلوکز را با اعمال گلیکوژنولیز، که تجزیه گلیکوژن به گلوکز است در خون آزادسازی می‌کند.[۴۲]
- همچنین کبد مسئول گلوکونئوژنز است، که همان سنتز گلوکز از برخی آمینواسیدها، لاکتات یا گلیسرول است. سلول‌های آدیپوزی و کبدی، گلیسرول را از طریق تجزیه چربی تولید می‌کنند، که کبد از آن جهت گلوکونئوژنز استفاده می‌کند.[۴۲]
- همچنین کبد گلیکونئوژنز را انجام می‌دهد، که سنتز گلیکوژن از اسید لاکتیک است.[۴۳]

#### متابولیسم پروتئین‌ها
کبد، مسئولیت اصلی را در متابولیسم پروتئین‌ها، یعنی سنتز و تجزیه‌شان را برعهده دارد. تمام پروتئین‌های خون، به جز گاما گلوبولین‌ها، در کبد سنتز می‌شوند. همچنین این عضو مسئول سنتز بخش اعظمی از آمینواسیدها است. کبد، در تولید فاکتورهای انعقادی و همچنین تولید سلول‌های قرمز خونی نقش ایفا می‌کند. برخی از پروتئین‌های سنتز شده توسط کبد شامل این موارد اند: فاکتورهای انعقادی I (فیبرینوژن)، II (پروترومبین)، V، VII، VIII، IX، X، ‏XI، XII، XIII به علاوهٔ پروتئین C، پروتئین S و آنتی‌ترومبین. کبد، محل اصلی تولید ترومبوپویتین است، که یک هورمون گلیکوپروتئینی است که تولید پلاکت‌ها توسط مغز استخوان را تنظیم می‌کند.

#### متابولیسم لیپید
کبد نقش‌های متعددی را در متابولیسم لیپید ایفا می‌کند، همچون: سنتز کلسترول، لیپوژنز و تولید تری‌گلیسیرید و سنتز انبوهی از لیپوپروتئین‌ها. کبد نقش کلیدی را در هضم ایفا می‌کند، چرا که صفرا (مایعی زرد رنگ) را تولید و ترشح می‌کند. صفرا برای امولسیونی کردن چربی‌ها لازم است تا بدین طریق به جذب ویتامین K از مواد غذایی کمک کند. بخشی از صفرا مستقیماً به دوازدهه ریخته شده و در کیسه صفراوی ذخیره می‌شود. کبد، فاکتور رشد شبه انسولین ۱ را که هورمونِ پروتئینیِ پلی‌پپتیدی است را تولید می‌کند که در رشد دوره کودکی نقش مهمی بازی کرده و در دوره بلوغ نیز به اثرات آنابولیکیِ خود ادامه می‌دهد.

### تجزیه
کبد، مسئول تجزیهٔ انسولین و سایر هورمون‌ها است. کبد، بیلی‌روبین را از طریق گلوکورونیداسیون تجزیه کرده و بدین طریق دفع آن به صفرا را تسهیل می‌کند. کبد مسئول تجزیه و دفع بسیاری از محصولات زائد است. همچنین نقش مهمی را در تجزیه و تغییرِ مواد سمی (مثل متیل‌دار کردن) و بسیاری از محصولات پزشکی، در فرایندی به نام متابولیسم دارو ایفا می‌کند. برخی مواقع، هنگامی که متابولیت تولیدی سمی‌تر از پیش ساز آن باشد، این فرایند موجب ایجاد مسمومیت می‌گردد. ترجیح بر این است که توکسین‌ها کونژوگه شوند تا دفعشان از طریق صفرا یا اوره تسهیل گردد. کبد، آمونیاک را در چرخه اورنیتین یا چرخه اوره به اوره تبدیل کرده و سپس اوره از طریق ادرار دفع می‌گردد می‌کند.

## اهمیت بالینی

### بیماری

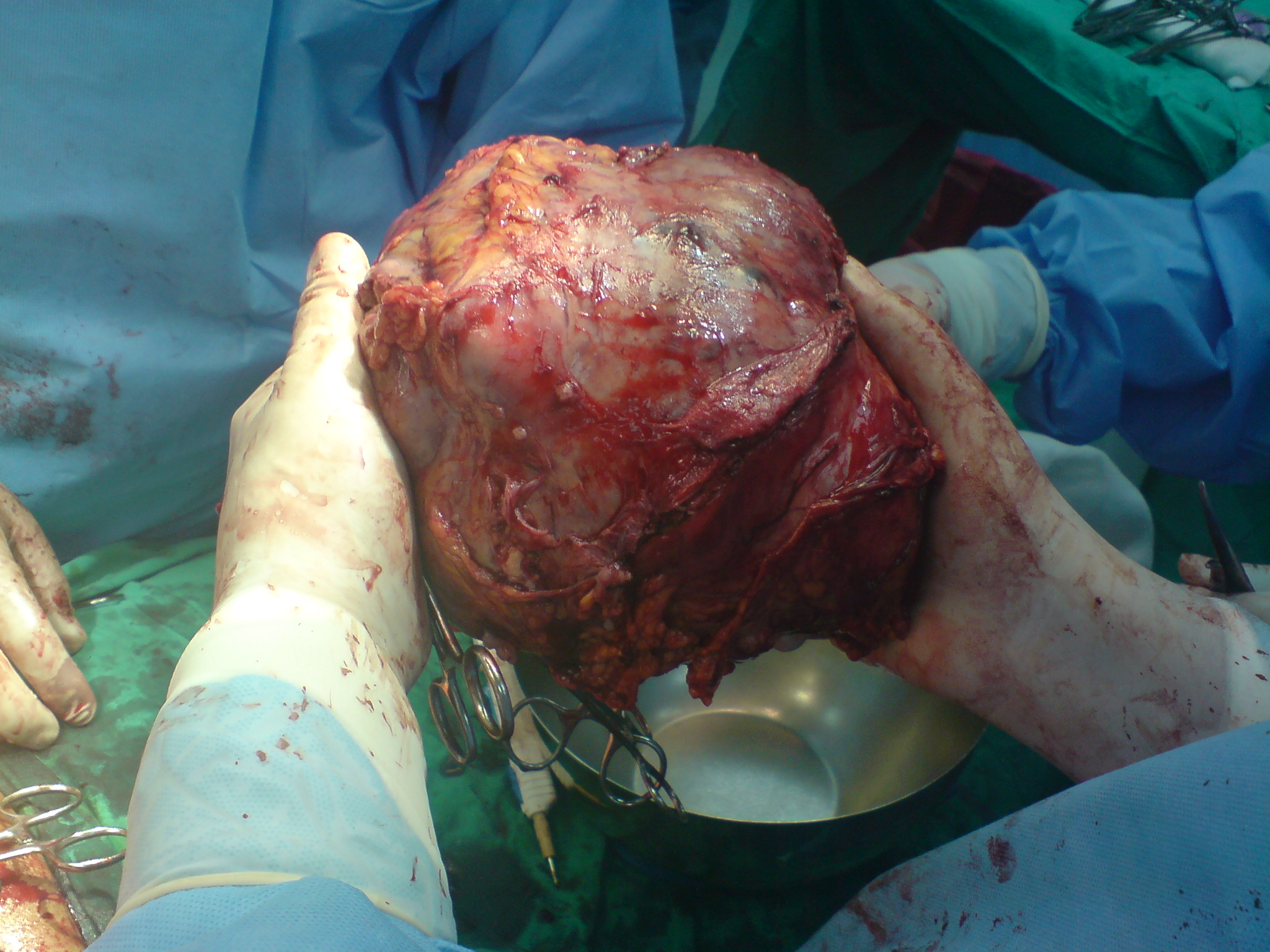
تومور لوب سمت چپِ کبد

کبد، عضو حیاتی بدن است که تقریباً از همه اعضای دیگر بدن پشتیبانی می‌کند. همچنین کبد، به علت موقعیت استراتژیک و عملکردهای چندبعدی‌اش، در معرض انواع زیادی از بیماری هاست. ناحیه برهنه کبدی، منطقه‌ای است که در معرض عبور عفونت از حفره شکمی به حفره سینه‌ای است. می‌توان بیماری‌های کبدی را توسط آزمون‌های عملکرد کبدی تشخیص داد، یعنی آزمایش‌های خونی که قادر به تشخیص نشانگرهای (مارکرهای) مختلفی هستند. به عنوان مثال، واکنشگران فازِ حاد، توسط کبد و در واکنش به آسیب یا التهاب تولید می‌شوند.
هپاتیت، یکی از بیماری‌های رایجِ مرتبط با التهاب کبدی است. رایج‌ترین دلیل این بیماری، ویروسی بوده و رایج‌ترینِ این عفونت‌ها ‏هپاتیت A، ‏B، ‏C، ‏D و E اند. برخی از این عفونت‌ها از طریق روابط جنسی منتقل می‌شوند. ممکن است التهاب کبدی از طریق سایر ویروس‌های خانواده هرپس‌ویروسان، چون ویروس هرپس سیمپلکس نیز ایجاد شوند. عفونت مزمنِ ناشی از ویروس هپاتیت B یا C، از اصلی‌ترین دلایل سرطان کبد اند. حدود ۲۴۸ میلیون نفر در سراسر جهان دچار عفونت مزمنِ هپاتیتِ B (که ۸۴۳٬۷۲۴ نفرشان در آمریکا اند) و ۱۴۲ میلیون نفر دچار عفونت مزمن هپاتیتِ C‏ (که ۲٫۷ میلیونشان در آمریکا اند) هستند. همچنین ۱۱۴ میلیون و ۲۰ میلیون مورد به ترتیب دچار هپاتیت A‏ و هپاتیت E‏ می‌باشند، اما این موارد عموماً درمان شده و بیماریشان حاد نمی‌شود. ویروس هپاتیت D از اقمار ویروس هپاتیت B است، که نزدیک به ۲۰ میلیون نفر از افراد مبتلا به هپاتیت B را در سطح جهان درگیر کرده‌است.
انسفالوپاتی کبدی، ناشی از تجمع توکسین‌ها در جریان خون است که اغلب در حالت طبیعی، توسط کبد برداشت می‌شوند. این عارضه ممکن است منجر به کما شده و وضعیتی بحرانی ایجاد نماید. نشانگان باد-کیاری، عارضه‌ای است که توسط انسداد وریدهای هپاتیک (شامل ترومبوز) شکل می‌گیرد و موجب تخلیه کبد می‌گردد. همراه با آن، درد کلاسیک سه‌گانه، آسیت‌ها و بزرگی کبد نیز ظاهر می‌شود. بسیاری از بیماری‌های کبد، موجب یرقان می‌شوند که علتش، افزایش بیلی‌روبین در دستگاه گردشی است. بیلی‌روبین ناشی از تجزیه هموگلوبین حاصل از گلبول‌های قرمزِ مردهٔ خون است. در حالت طبیعی، کبد بیلی‌روبین را از خون برداشت نموده و آن را از طریق صفرا دفع می‌کند.
بخشی از بیماری‌های ناشی از مصرف افراطی الکل، تحت عنوان بیماری‌های الکلیِ کبد دسته‌بندی شده و شامل هپاتیت الکلی، کبد چرب و سیروز می‌شوند. عوامل کمک کننده به پیشرفت بیماری‌های الکلیِ کبد، نه تنها شامل کم و کیف مصرف الکل شده، بلکه همچنین ممکن است شامل عواملی چون جنسیت، ژنتیک و ترومای کبدی نیز شود. ممکن است آسیب کبدی ناشی از داروها نیز شود، به‌خصوص پاراستامول و داروهایی که جهت درمان سرطان مورد استفاده هستند. در ورزش‌های رزمی نیز ممکن است کبد دچار پارگی و گسست شود.
کلانژیت صفراوی اولیه، یک بیماری خودایمنی مربوط به کبد است. نشانه آن، تخریب پیش‌روندهٔ آهستهٔ مجاری صفراویِ کوچک کبد است، به طوری که مجاری بین-لوبی (کانال‌های هرینگ) در مراحل اولیه بیماری تحت تأثیر قرار می‌گیرند. هنگامی که این مجاری آسیب ببینند، صفرا و سایر توکسین‌ها در کبد تجمع یافته (کلستاز) و طی زمان بافت کبد را در ترکیب با آسیب‌های همزمانِ ناشی از دستگاه ایمنی، تخریب می‌نمایند. این فرایند قادر به ایجاد زخم (فیبروز) و سیروز است. سیروز، مقاومت جریان خونی را در کبد بالا برده و می‌تواند منجر به پرفشاری ورید باب گردد. آناستوموزهای متراکم شده بین دستگاه وریدیِ بابی و گردش سیستمی، ممکن است از پیامدهای بعدی آن باشد.
همچنین بیماری‌های کبدی متعددی در ردهٔ کودکان قرار دارند که شامل این موارد اند: آترزی صفراوی، نقص آنتی‌تریپسینِ آلفا-۱، سندرم آلاژیل، کلستاز بین-کبدی خانوادگیِ پیش‌رونده، هیستیوسیتوزِ سلولیِ لانگرهانس و همانژیومای کبدی که یک تومور خوش‌خیم است و از رایج‌ترین انواع تومورهای کبدی بوده و تصور می‌رود که مادرزادی باشد. یکی از اختلالات ژنتیکی، بیماری پلی‌کیستیِ کبد است که می‌تواند در مراحل بعدی زندگی موجب ایجاد چندین کیست در بافت کبدی شده و اغلب نیز بدون علامت است. بیماری‌هایی که با عملکرد کبدی تداخل دارند، منجر به اختلال در نظم این فرایندها می‌گردند. با این حال، کبد ظرفیت بالایی در بازسازی داشته و دارای ظرفیت اندوخته‌سازی بالایی است. در اکثر موارد، کبد تنها در مرحله‌ای از خود نشانه بروز می‌دهد که آسیب شدیدی دیده باشد.
هپاتومگالی، به بزرگ شدن کبد اشاره داشته و ممکن است ناشی از دلایل زیادی باشد. در سنجش اندازه کبد، این بزرگ شدگی قابل لمس است.

### نشانه‌ها
نشانه‌های آسیب کبدی شامل موارد زیر اند:
- مدفوع رنگ‌پریده، به‌دلیل عدم حضور رنگیزه قهوه‌ای به‌نام استرکوبیلین در آن. استرکوبیلین، مشتق‌شده از متابولیت‌های بیلی‌روبین است که در کبد تولید می‌گردد.
- ادرار تیره که ناشی از اختلاط بیلی‌روبین با اوره است.
- یرقان (زردی پوست و/یا زرد شدن سفیدی چشم‌ها). این بیماری به‌دلیل رسوب بیلی‌روبین در پوست است که موجب خارش شدیدی در پوست می‌شود. این خارش از رایج‌ترین شکایات افرادی است که دچار نارسایی کبدی‌اند. در اغلب موارد این خارش را نمی‌توان به کمک داروها فرونشاند.
- ورم شکم و ورم زانوها و پا به‌دلیل ناتوانی کبد در تولید آلبومین رخ می‌دهد.
- خستگی زیاد به‌دلیل از دست دادن مواد مغذی، معدنی و ویتامین‌ها.
- خون‌مردگی و خونریزی راحت، از دیگر ویژگی‌های بیماری کبدی است. کبد فاکتورهای انعقادی و موادی را تولید می‌کند که به جلوگیری از خونریزی کمک می‌کنند. هنگامی که کبد آسیب ببیند، این فاکتورها دیگر حاضر نبوده و ممکن است به خونریزی جدی بینجامد.[۵۸]
- درد در ناحیهٔ یک چهارم بالا و سمت چپ کبد، ممکن است ناشی از کشیده‌شدگی کپسول گلیسون در مواردی چون هپاتیت و پره‌اکلامپسی باشد.

### تشخیص
تشخیص بیماری کبد توسط آزمون‌های عملکرد کبد صورت می‌پذیرد که شامل دسته‌ای از آزمایش‌های خون بوده که قادر به نمایش میزان آسیب کبدی است. اگر ظن عفونت وجود داشته باشد، سایر آزمون‌های سرم‌شناسی انجام خواهد شد. بررسی فیزیکی کبد، تنها اندازه یا احساس درد هنگام لمس شدنش را هویدا می‌کند، همچنین ممکن است برخی تصویربرداری‌ها چون فراصوت یا CT اسکن نیز ضرورت داشته باشند. برخی مواقع، بیوپسی کبد لازم خواهد شد. در این فرایند، نمونه‌ای از بافت کبد از طریق سوزنی که درست پایین قفسه سینه وارد پوست می‌شود، برداشت می‌گردد. ممکن است یک متصدی سونوگرافی نیز در این فرایند به یک رادیولوژیست مداخله‌ای کمک کند.

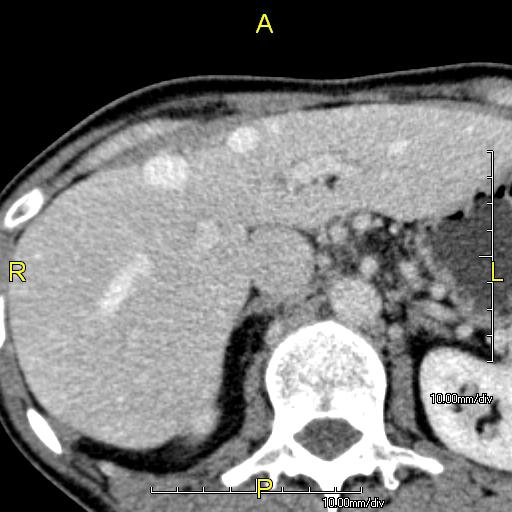
تصویر CT محوری که وریدهای کبدی غیرعادی را نشان می‌دهد. این وریدها در سطح زیرکپسولیِ قدامیِ کبد عبور می‌کنند.
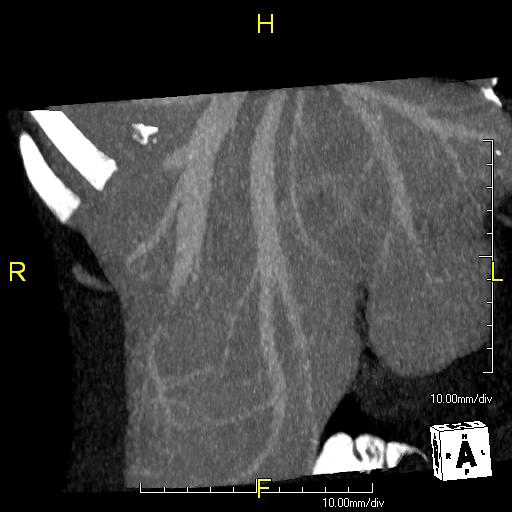
تصویر CT با حداکثر شدت پرتابی (MIP)، که وریدهای کبدی عبوری بر روی سطح قدامی کبد را در نمای قدامی نمایش می‌دهد.
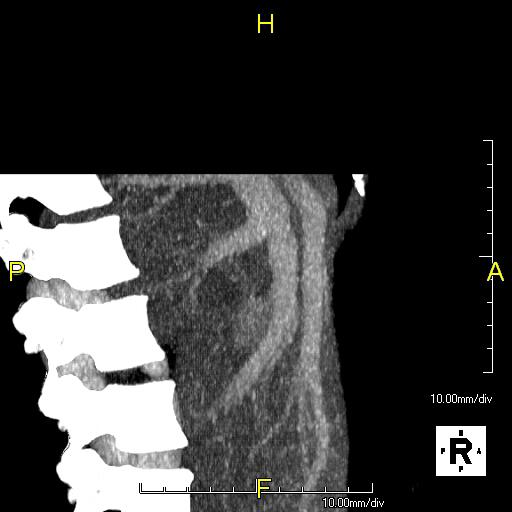
نمای جانبی MIP در همان بیمار
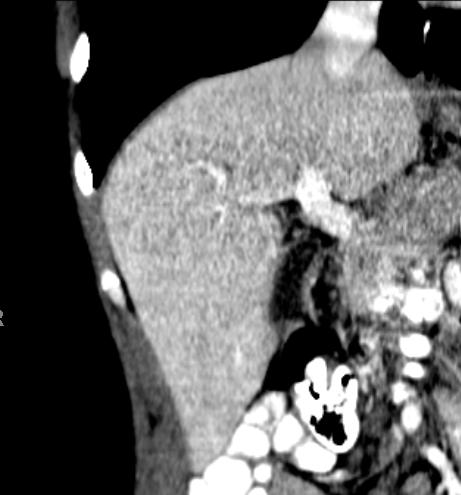
یک CT اسکن که در آن کبد و ورید باب کبدی نشان داده شده‌اند.

### بازسازی کبد
کبد، تنها عضو داخلی بدن انسان است که قادر به بازسازی بافت از دست رفته‌است؛ تنها ۲۵٪ از کبد قادر به بازسازی به یک کبد کامل است. در حقیقت این فرایند یک بازسازی حقیقی نیست، بلکه رشد جبرانی در پستانداران است. لوب‌های برداشته شده مجدداً رشد نمی‌کنند و رشد کبد به معنای بازیابی عملکرد آن است، نه برگشتن به شکل اصلی و اولیه آن. در مقایسه با این فرایند، بازسازی حقیقی شامل بازیابی هردوی عملکرد و فرم است. در برخی از سایر گونه‌ها چون گورخرماهی، کبد تحت بازسازی شکل و اندازه عضو قرار می‌گیرد. در کبد، نواحی بزرگی از بافت‌ها تشکیل شده‌اند، اما جهت تشکیل سلول‌های جدید باید به میزان کافی مواد وجود داشته باشد، لذا گردش خون فعال‌تر می‌شود.
هپاتوسیت‌ها در این فرایند نقش برجسته‌ای دارند و این کار را با ورود مجدد به چرخه سلولی انجام می‌دهند؛ یعنی، هپاتوسیت‌ها از فاز G0 به فاز G1 رفته و تحت میتوز قرار می‌گیرند. این فرایند توسط گیرنده‌های p75 فعال می‌شود. شواهدی از سلول‌های بنیادی دو-توان وجود دارد که به آن‌ها سلول‌های بیضوی کبدی گفته می‌شود (با گلبول‌های قرمز بیضوی در بیماری اوالوسیتوز اشتباه نشود)؛ تصور بر این است که این سلول‌ها در کانال ای هرینگ ساکن اند. این سلول‌ها قادر به تمایز به هردوی هپاتوسیت‌ها یا کولانژیوسیت‌ها هستند. کولانژیوسیت‌ها، سلول‌های مرزی اپی‌تلیالِ مربوط به مجاری صفراوی اند. این سلول‌ها، از نوع اپی‌تلیوم مکعبی در مجاری صفراوی بین-لبولی کوچ اند، اما در مجاری صفراوی بزرگترِ نزدیک به پورتا هپاتیس و بیرون-کبدی، تبدیل به نوع ستونی و ترشح کنندهٔ مخاط می‌شوند. در ارتباط با استفاده از سلول‌های بنیادی جهت بازسازی یک کبد مصنوعی، تحقیقاتی در حال انجام اند.
آثار پزشکی و علمی درمورد بازسازی کبد، اغلب به پرومتهٔ تیتانِ یونانی اشاره دارند که در قفقاز به صخره‌ای زنجیر شد و هر روز کبدش توسط عقابی بلعیده می‌شد و هر شب مجدداً به شکل قبلی‌اش رشد می‌کرد. این افسانه پیشنهاد می‌کند که ممکن است یونانیان باستان در مورد ظرفیت قابل توجه خود-ترمیمیِ کبد، اطلاع داشته‌اند.

## به‌عنوان غذا
جگر پستانداران، غازماکیان‌مانان، و ماهی‌ها معمولاً به‌عنوان خوراک توسط انسان‌ها خورده می‌شود. جگرهای گاو، گوسفند، گوساله، مرغ و غازها در قصابی‌ها و سوپرمارکت‌ها به‌طور گسترده در دسترس هستند.
جگر می‌تواند پخته، آب‌پز، کبابی، سرخ‌شده، در روغن تفت داده‌شده یا خام خورده شود. استفاده از جگر در غذاهای لبنانی، و همین‌طور در ساشی‌می جگر در ژاپن، رایج است. در بسیاری از آماده‌سازی‌ها، تکه‌های جگر با تکه‌های گوشت و کلیه، مانند اشکال مختلف کباب‌های شبکه‌ای خاورمیانه‌ای ترکیب می‌شوند (به عنوان مثال meurav Yerushalmi). جگر اغلب در پخشینه درست می‌شود. مثال‌های خوب شناخته شده شامل liver pâté، جگر چرب، chopped liver، و leverpastej می‌باشند. سوسیس‌های کبدی از جمله Braunschweiger و liverwurst نیز ارزش غذایی دارند. خوراک سنتی آفریقای جنوبی، به نام Skilpadjies، از جگر گوسفند چرخ شده پیچیده در netvet (چربی غشا پوششی) تهیه شده و روی آتش کباب شده‌است. البته این نوع کباب جگر درایران در میان اقوام لر نیز مرسوم است ولی آن را چرخ نمی‌کنند بلکه به‌صورت قطعات کوچک در چربی غشا روده قرار می‌دهند.
جگر حیوانات غنی از آهن و ویتامین آ است و روغن جگر ماهی معمولاً به‌عنوان مکمل غذایی استفاده می‌شود. به‌طور سنتی، کبد بعضی از ماهی‌ها مخصوصاً لقمه‌ماهی معمولی به‌عنوان غذا ارزش دارد. این جگر برای آماده‌سازی غذا مورد استفاده قرار می‌گیرد، از جمله در جگر اسکیت آب‌پز با تست در انگلستان، همچنین beignets de foie de raie و foie de raie en croute در آشپزی فرانسوی.

### خوردن جگر در دوران بارداری
اگرچه جگر به‌دلیل داشتن مواد مغذی و ویتامین‌های متعدد مانند اسید فولیک، پروتئین، ویتامین آ و آهن غذای بسیار مفیدی برای زنان باردار محسوب می‌شود. اما باتوجه به مقادیر زیاد ویتامین آ موجود در آن می‌تواند مشکلات متعدد و جدی برای جنین و مادر به‌وجود آورد. ویتامین آ موجود در جگر به‌شکل رتینول است، رتینول به‌طور قابل توجهی قوی‌تر از خود ویتامین آ است که در صورت مصرف آن در مقادیر زیاد در دوران بارداری در رشد جنین و نواقص احتمالی و ایجاد سرطان در بدن مادر تأثیر دارد؛ بنابراین خوردن جگر در دوران بارداری باید با مشورت پزشک انجام شود.

## اشارات فرهنگی
در اسطوره‌های یونانی، پرومته به‌دلیل آشکار کردن آتش برای انسان توسط خدایان مجازات شد، او را در جایی‌که یک کرکس (یا یک عقاب) جگر او را نوک می‌زد به سنگ زنجیر کردند و جگر در طول شب دوباره ساخته می‌شد. (جگر تنها اندام داخلی انسان است که می‌تواند خودش را به میزان قابل توجهی بازسازی کند) بسیاری از مردم باستانی خاور نزدیک و مناطق مدیترانه‌ای نوعی از طالع‌بینی به نام هاروسپیسی را انجام می‌دهند، آن‌ها سعی می‌کنند اطلاعات را با تمرین بر روی جگرهای گوسفند و دیگر حیوانات به‌دست بیاورند.
در افلاطون، و در فیزیولوژی‌های بعدی، جگر به‌عنوان مکان تاریک‌ترین احساسات تصور می‌شود (به‌طور خاص خشم، حسادت و طمع) که انسان را به واکنش وادار می‌کند. در تلمود (رساله براکهوت ۶۱ ب) کبد به عنوان محل خشم است که با کیسه صفرا خنثی می‌شود.
در زبان‌های فارسی، اردو و هندی (جگر یا जिगर یا jigar) در سخنرانی‌های تمثیلی جگر، مرجع شجاعت و احساسات قوی یا «بهترین حالت فرد» است.
افسانه جانسون کبدخوار می‌گوید که او می‌تواند جگر هرکسی را که بعد از شام کشته شده باشد، بریده و بخورد.
در فیلم رسالت، خوردن جگر حمزة بن عبدالمطلب در طول غزوه احد توسط هند دختر عتبه به تصویر کشیده شده‌است. اگرچه روایاتی وجود دارد که هند به جای خوردن جگر حمزه «طعم آن را چشید»، صحت این روایات جای سؤال دارد.